# Carl Hansson
Carl Hansson, död 1660, var en svensk rådman och riksdagsman.

## Biografi
Carl Hansson blev 1630 kämnär och valdes 6 maj 1643 till rådman i Stockholm. Han var riksdagsman vid riksdagen 1649. Carl Hansson avled 1660 och begravdes 18 november samma år i Storkyrkan.

### Familj
Carl Hansson gifte sig första gången 1626 med Elisabeth Andersdotter (död 1629), dotter till rådmannen Anders Andersson och Ingrid Hansdotter. De fick tillsammans dottern Ingrid Ekenbom (1627–1703) som var gift med häradshövdingen Carl Piper och byggningsborgmästaren Hans Olofsson Törne i Stockholm.
Han gifte sig andra gngen 10 oktober 1630 i Nikolai församling, Stockholm med Karin Simonsdotter (död 1659). De fick tillsammans barnen Anna Ekenbom (född 1631), Simon Ekenbom (1632–1633), Elisabeth Ekendom (född 1634), Carl Ekenbom (1635–1635), aktuarien Hans Ekenbom (1637–1678) i Kammarkollegium, Margareta Ekenbom (född 1638) som var gift med assessorn Nicolaus Arvidsson Lietzen i Åbo hovrätt, kämnär Carl Ekenbom (1642–1673), Simon Ekenbom (1644–1646) och Catharina Ekenbom (1645–1703) som var gift med rådmannen Jacob Clerck i Stockholm.